# Vitus Nagorny
Vitus Nagorny (Majluu-Szuu, Szovjetunió, 1978. június 21. –) német labdarúgócsatár.